# Oleksandr Oleksandrovyč Moïsejenko
Oleksandr Oleksandrovyč Moïsejenko, in ucraino Олександр Олександрович Моїсеєнко? (Severomorsk, 17 maggio 1980), è uno scacchista ucraino, Grande maestro, Campione europeo assoluto nel 2013.
Nato in Russia, si trasferì con la famiglia a Charkiv in Ucraina all'età di nove anni.
Nel 1998 si classificò secondo al campionato ucraino, con 7 /11 e nel 1999 primo a pari merito con altri 4 giocatori.
Partecipò con la nazionale ucraina a tre olimpiadi degli scacchi dal 2002 al 2006, vincendo la medaglia d'oro di squadra alle olimpiadi di Torino 2006.
Nel Campionato del mondo di scacchi FIDE 2004 di Tripoli superò al primo turno Sergej Dolmatov 1,5-0,5 e al secondo turno Viktor Bologan 2,5-1,5, ma perse al terzo turno 0,5-1,5 contro Vladimir Hakobyan.
Altri risultati della sua carriera:
- 1999:  1º-5º al campionato ucraino di Alušta;  1º a Krasnodar;  =1º a Orël
- 2000:  2º al campionato ucraino juniores (under-20)
- 2003:  1º nel torneo di Toronto con 8,5 /10;  1º nel campionato canadese open, con 8/10
- 2004:  =1º al campionato canadese open;  1º nel torneo International Pro-Am di Guelph
- 2006:  1º all'open di Cappelle la Grande con 7,5 /9; 1º nel Quebec Open di Montréal, con 8 /9
- 2008:  vince il Rubinstein Memorial di Polanica-Zdroj; =1º nel campionato canadese open di Montreal;  1º a Edmonton
- 2013:  1º al Campionato europeo individuale di scacchi con 8 su 11, superando per spareggio tecnico altri 9 giocatori.[1]
- 2014:  1º all'Open di Mosca con 7 su 9, superando per spareggio tecnico altri 3 giocatori.[2]

Nella lista FIDE di settembre 2011 ha raggiunto il suo massimo Elo, 2715 punti, 22º al mondo e 3º tra gli ucraini.